# دستنا (کیار)
دستنا شهری از توابع شهرستان کیار در استان چهارمحال و بختیاری است.

## مردم
مردم این شهر لر تبار از ایل بختیاری می باشند و به زبان لری بختیاری سخن می گویند.

## جمعیت
جمعیت این شهر براساس سرشماری مرکز آمار ایران در سال ۱۳۸۵، ۲٬۱۱۱ نفر (٬۵۴۱خانوار) بوده‌است.